# Bạng Phụ
Bạng Phụ (tiếng Trung: 蚌埠市; bính âm: Bèngbù Shì, Hán Việt: Bạng Phụ thị) là một địa cấp thị của tỉnh An Huy, Trung Quốc. Thành phố Bạng Phụ có diện tích 5.952,14 km², dân số năm 2020 là 3.296.408 người, trong đó 1.336.093 người sống trong vùng nội thành. Năm 2022, GDP của thành phố đạt 199 tỷ nhân dân tệ, GDP đầu người là 59.963 nhân dân tệ. Mã số bưu chính của thành phố là 233000, mã vùng là 0552. Tọa độ của trung tâm thành phố là 32°55′18″B 117°20′53″Đ / 32,92167°B 117,34806°Đ.

## Phân chia hành chính
Thành phố Bạng Phụ được chia thành 7 đơn vị hành chính gồm 4 quận và 3 huyện.
- Quận: Bạng Sơn (蚌山区), Long Tử Hồ (龙子湖区), Vũ Hội (禹会区), Hoài Thượng (淮上区).
- Huyện:  Hoài Viễn (怀远县), Cố Trấn (固镇县), Ngũ Hà (五河县).